# Rhinella spinulosa
Rhinella spinulosa är en groddjursart som först beskrevs av Wiegmann 1834.  Rhinella spinulosa ingår i släktet Rhinella och familjen paddor. IUCN kategoriserar arten globalt som livskraftig. Inga underarter finns listade i Catalogue of Life.